# Marraco

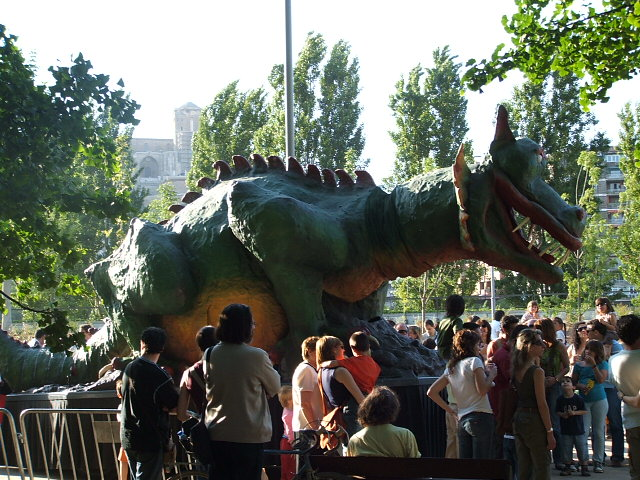
Marraco de Lleida.

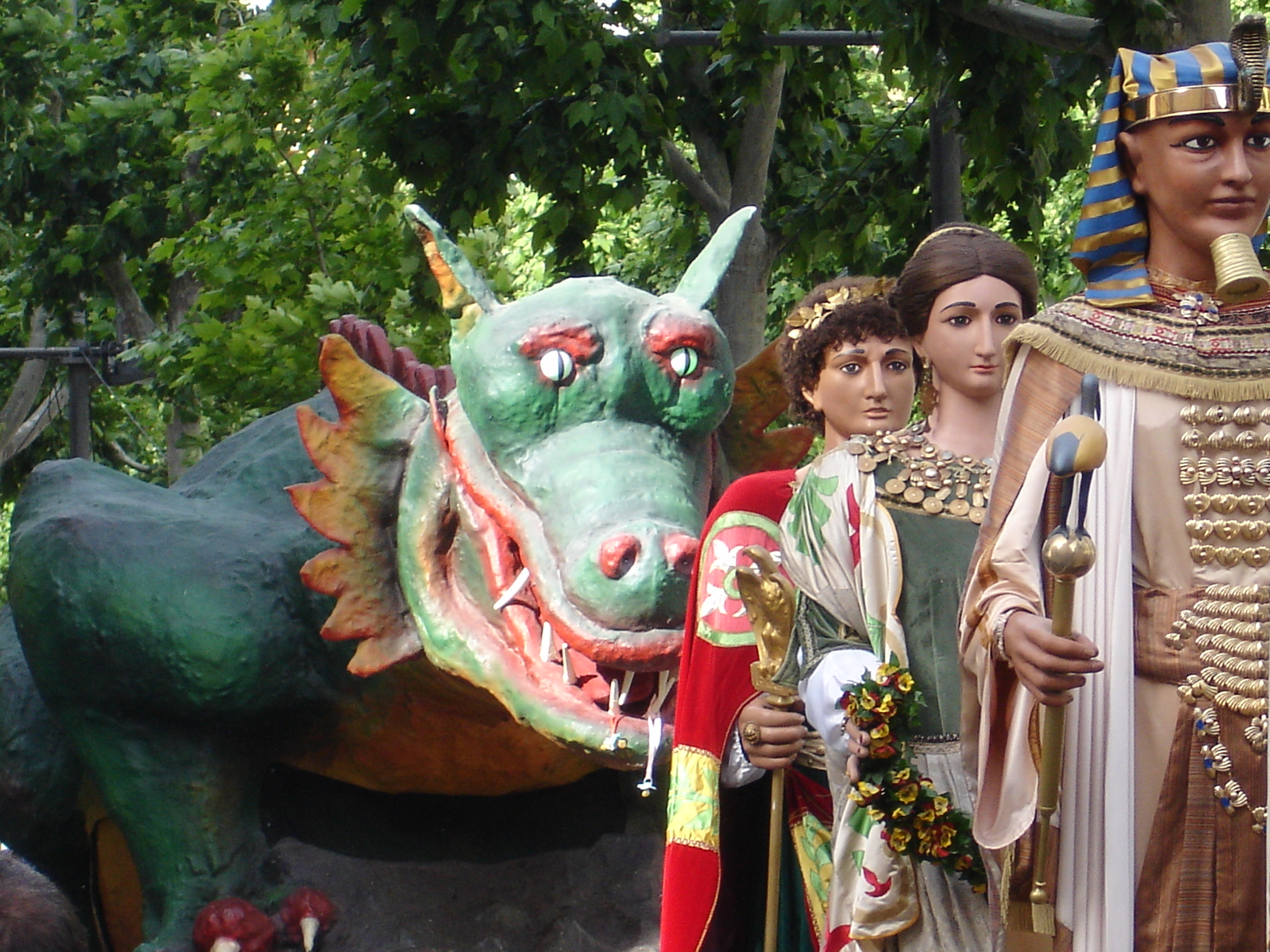
El Marraco y los Gigantes de Lleida

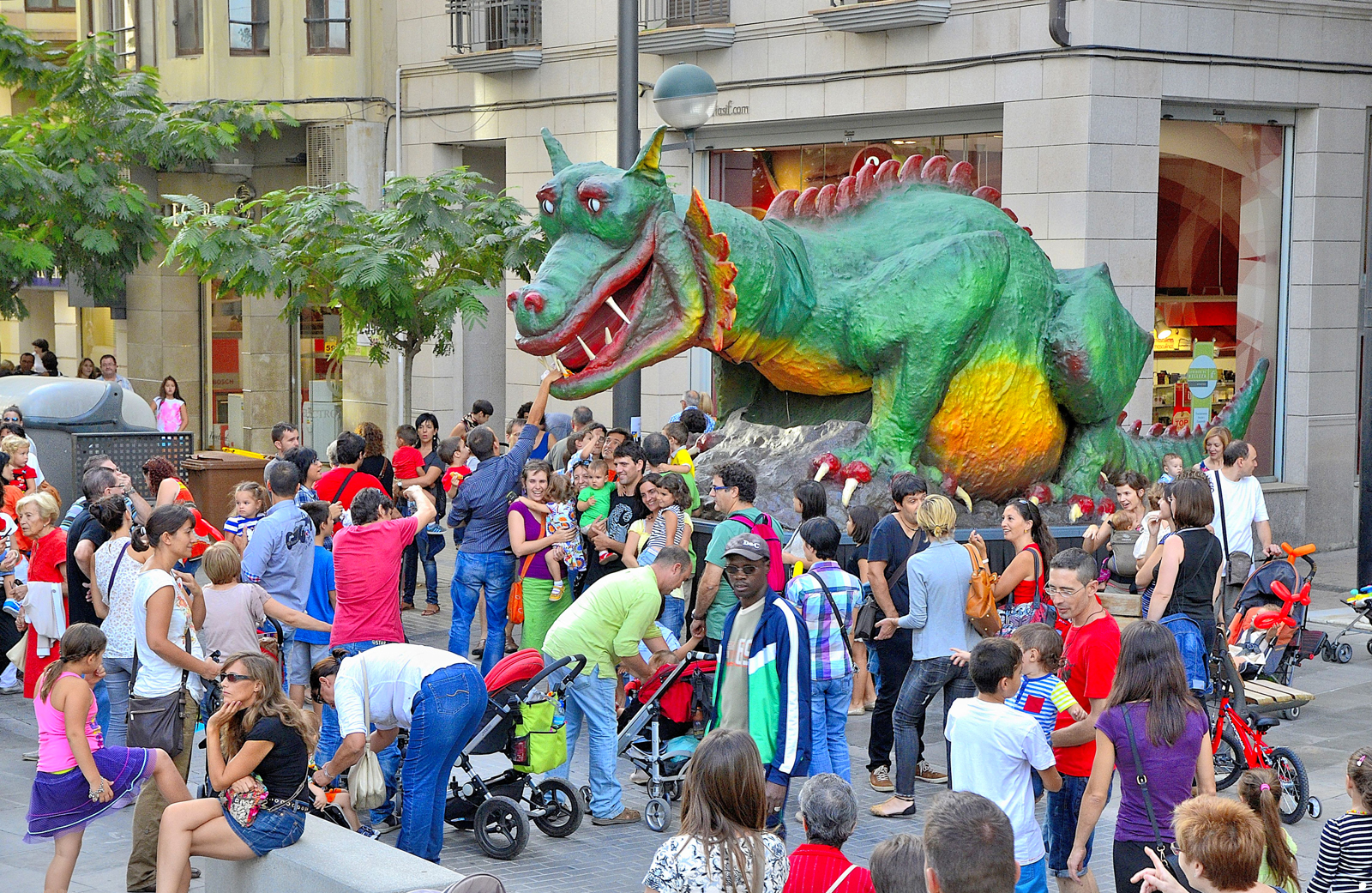
Lo Marraco de Lleida

El Marraco es un animal totémico de Lérida que data del siglo V a. C. Como animal mitológico no ha existido nunca y su representación es libre.
Para los antiguos ilergetes este animal era la representación de su dios, su símbolo. Los caudillos eran considerados los hijos de dios y como el caudillo más importante era Indíbil, el Marraco era considerado su padre espiritual.
En la Edad Media esta figura de animal monstruoso con forma de dragón, circulaba como un vehículo en las procesiones de Corpus. En 1551, un dragón antecedente del moderno "Marraco" asiste a la procesión de la Asunción. Lo diseñó y pintó Juan Giménez. Antecedentes históricos más cercanos son el Marraco de 1907, ideado por los concejales municipales Pere Castro y Manuel Soldevila, y construido entre otras personas por el arquitecto Morera y el carpintero Félix Font, así como el Marraco de 1941. La actual representación fue construida en 1957 por el arquitecto Lluís Domènech Torres. Forma parte de la extensa colección de Gigantes de Lérida, y preside, junto con los Gigantes de la Paería, todas las celebraciones populares. Tiene un tamaño de 8,5 m de largo por 2,90 m de ancho y 3,75 de alzada. Su peso supera las dos toneladas. Es un dragón sin alas, de color verde con colmillos muy afilados y saca humo por la nariz.
Como recuerdo de Lo Marraco se puede comprar peluches, llaveros, figuras, bolígrafos y postales.

## Gigantes de Lérida
El conjunto escultórico de los Gigantes de Lérida está constituido por cinco parejas de gigantes y una pareja de gigantillos, propiedad de la Paeria. Son un símbolo de la ciudad, y su presencia en actos festivos supone un reconocimiento y una aceptación de su protocolo. La Concejalía de Cultura del Ayuntamiento de Lérida es la responsable de velar por la conservación de los Gigantes.

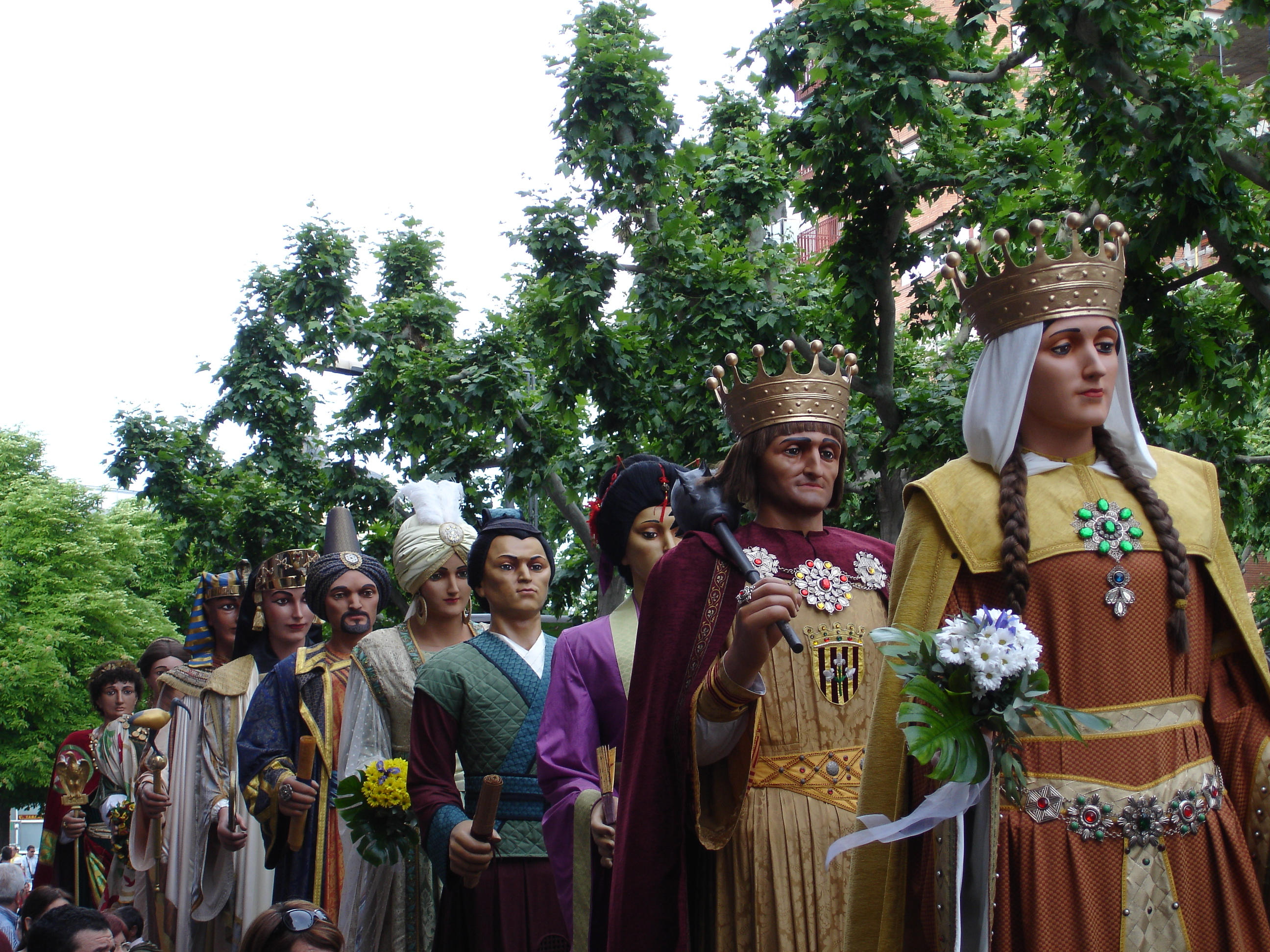
Gigantes de la Paeria de Lérida

## Orígenes de los Gigantes de Lérida
Los orígenes de los Gigantes de Lérida hay que buscarlos en los antiguos "imagots", figuras de medidas gigantescas presentes en los Autos Sacramentales que se celebraban en el claustro de La Seu Vella durante la Edad Media ilerdense. Las primeras referencias escritas acerca de los Gigantes de Lérida los sitúan sin embargo, a finales del siglo XVIII, y hablan de séquitos encabezados por una pareja de gigantes, con motivo de la coronación del rey Carlos IV. También existen referencias documentales del año 1811, que mencionan una pareja de gigantes “hombre y mujer” en Lérida, sin más detalles.

## Conjunto actual
El grupo actual de los Gigantes de Lérida comienza a surgir en el año 1840, cuando la Paeria hace encargo al escultor Ramón Corcelles, discípulo del prestigioso escultor neoclasicista aragonés Juan Adán, y autor del retablo mayor de la Catedral Nueva, de una pareja de “gigantes nuevos de escultura” para que fueran a recibir a la reina Isabel II y a la reina regente María Cristina, con motivo de su visita a Lérida el 24 de junio de 1840. Estos gigantes, pasarán a ser a partir de 1921, los actuales gigantes Emperadores Romanos Marco Antonio y Cleopatra, a raíz de la restauración efectuada por los artistas leridanos Baldomer Gili i Roig y Pere Castro, y el sastre Agustí Blasco. Son los gigantes originales en activo más antiguos de Cataluña.

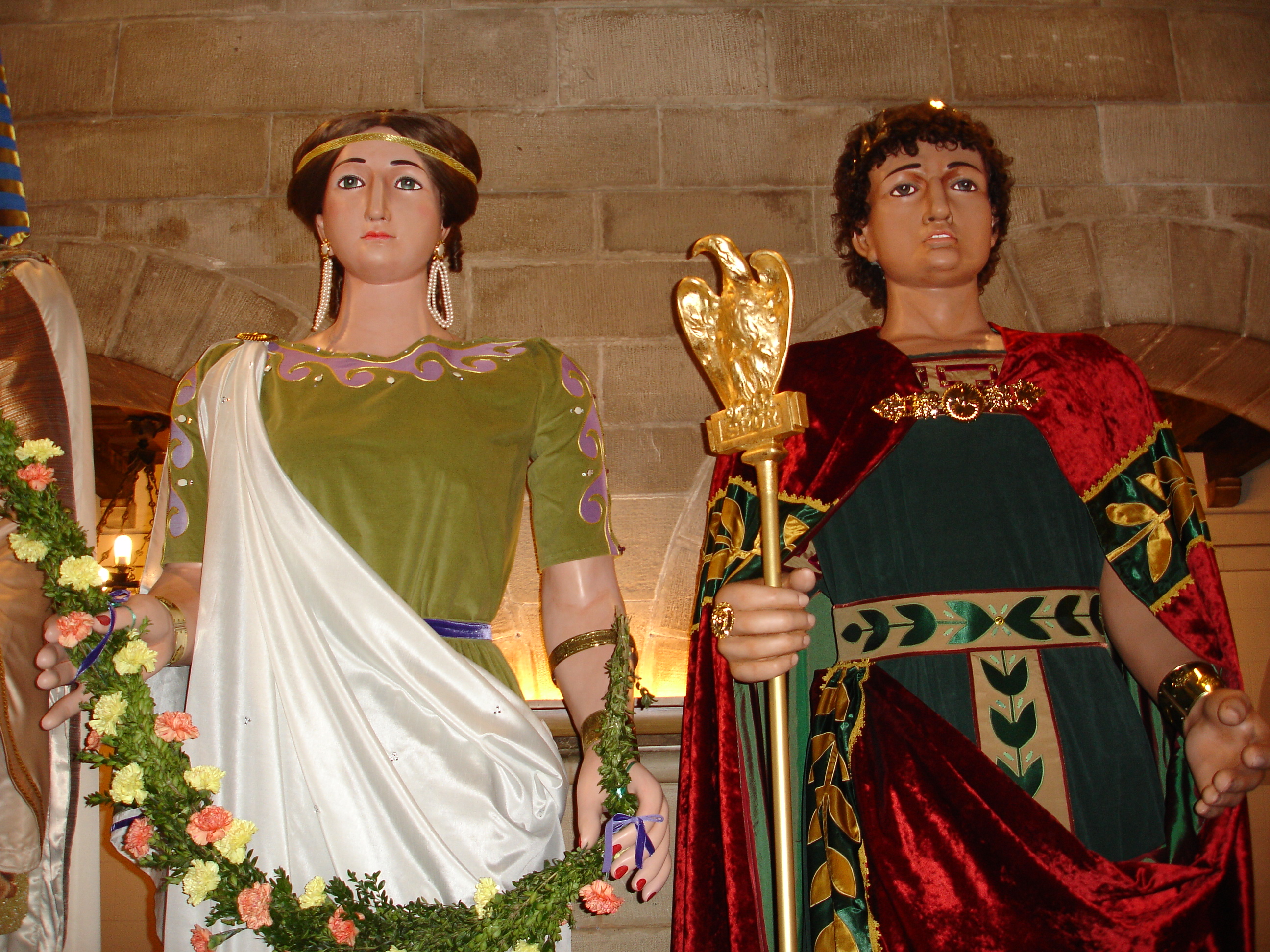
Gigantes del escultor Corcelles, construidos en 1840

Paralelamente a la pareja de gigantes de la Paeria, en la Lérida de finales del siglo XIX existían los Gigantes Chinos de la Santa Infancia. Estos eran una donación del canónigo Ramón Poch y fueron realizados en 1896 por el escultor leridano Ramón Borràs. Recordaban a los misioneros de la Iglesia en el Tercer Mundo, en aquella época China, y encabezaban la tradicional Procesión de la Santa Infancia. Estos gigantes, perdidos en 1936 a raíz del incendio de la parroquia en la que se guardaban, fueron recuperados en 1946, año en que la Paeria decide encargar a la hoy desaparecida sastrería teatral Casa Paquita de Barcelona, la actual pareja de Gigantes Chinos, diseñados y vestidos por el citado establecimiento, y realizados en los talleres del escultor modernista Lambert Escaler.

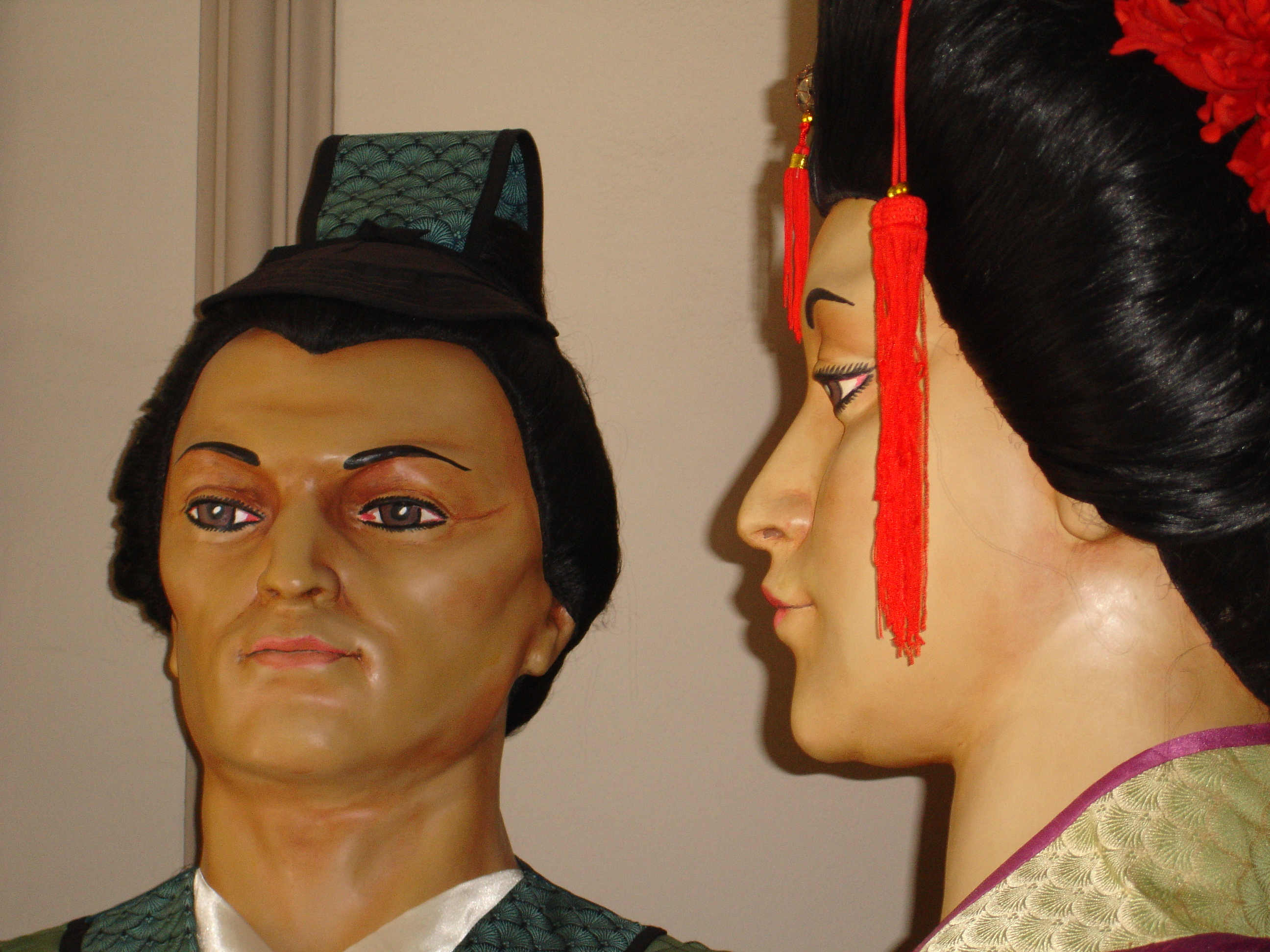
Gigantes Chinos de Lérida (Lambert Escaler, 1946)

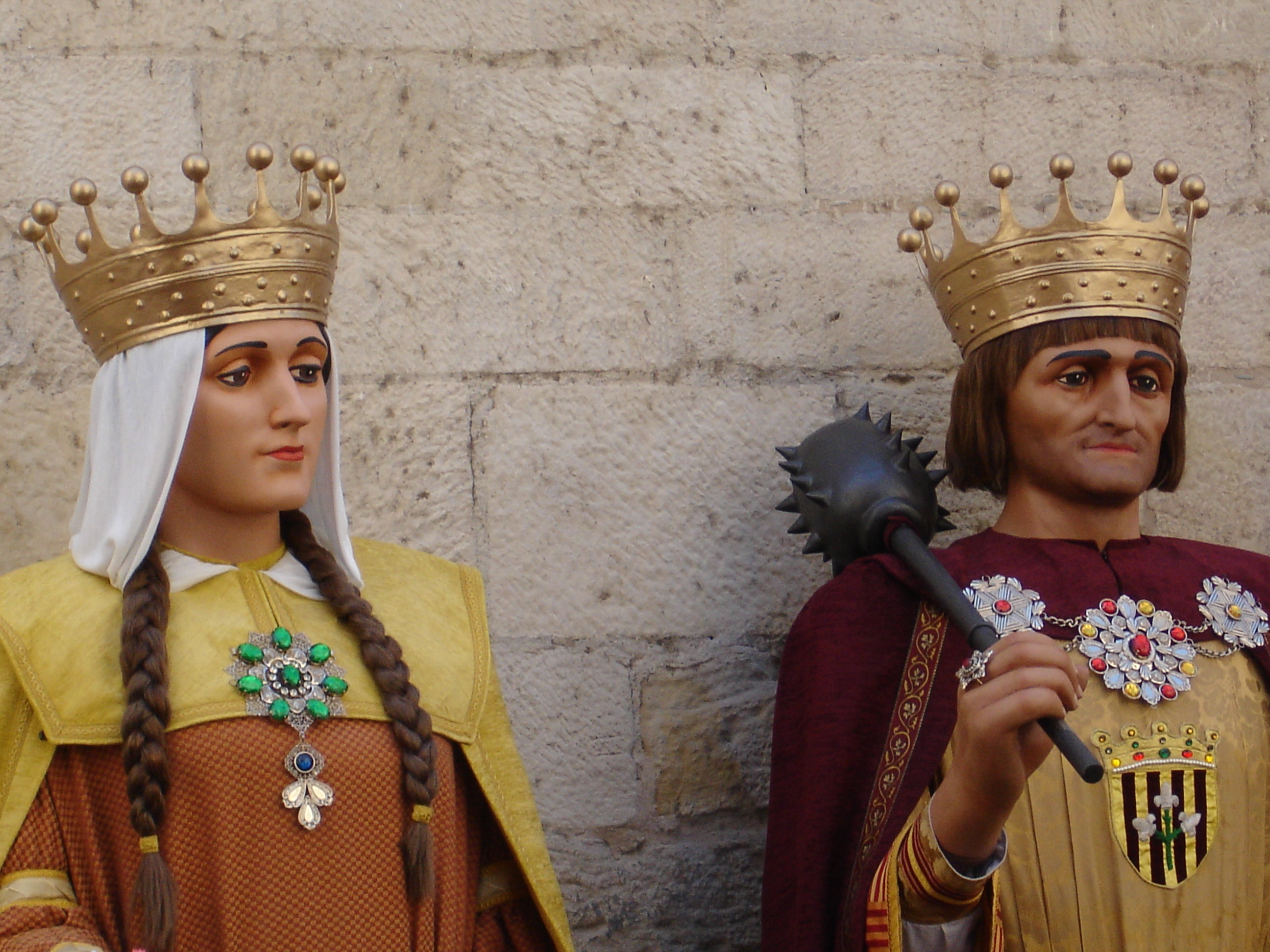
Gigantes Reyes Jaime I y Leonor (Lambert Escaler, 1949-1950)

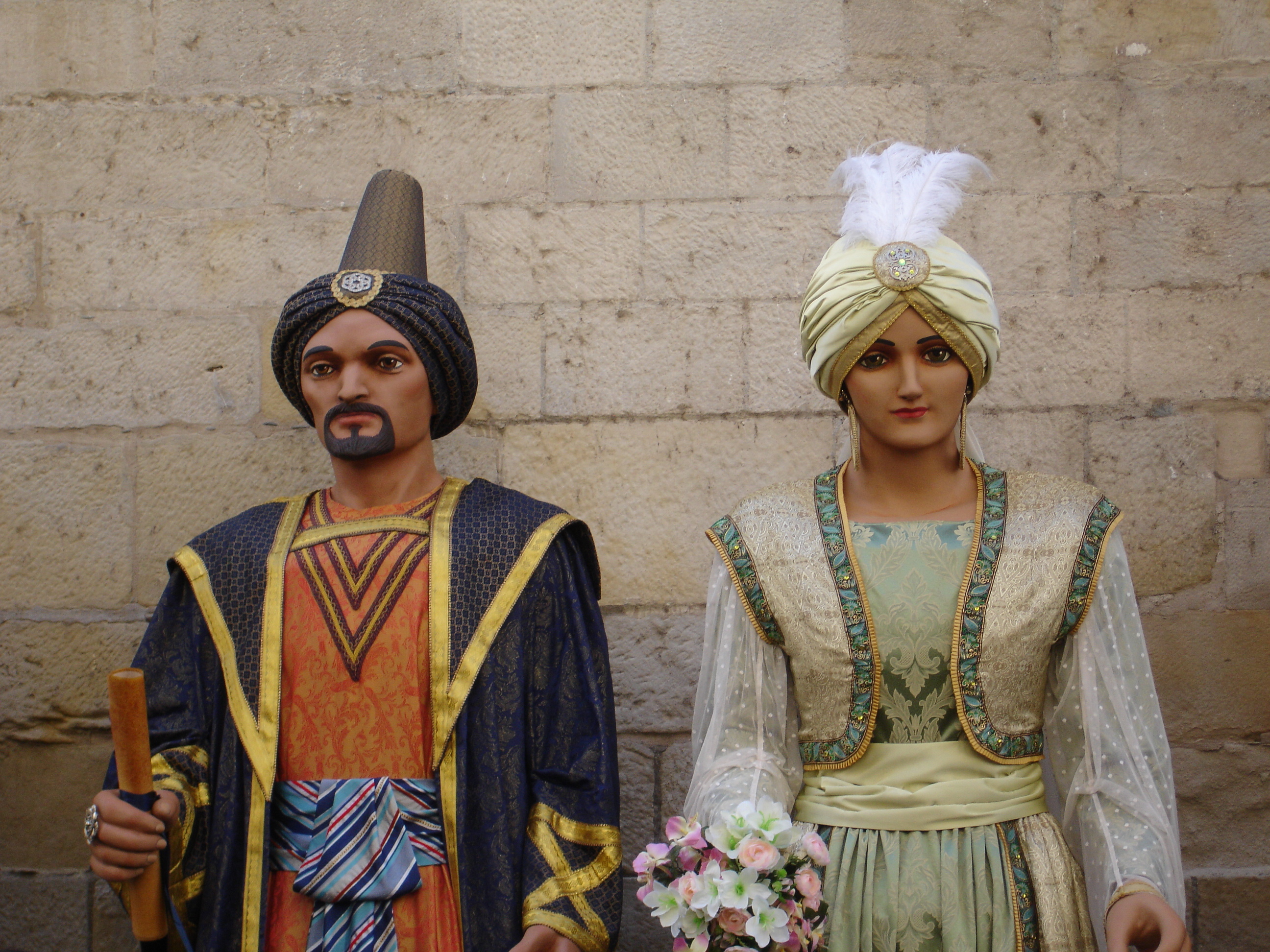
Gigantes Moros

A partir de aquí y hasta el año 1958 se irán incorporando al conjunto de los Gigantes de la Paeria de Lérida seis nuevas figuras, todas ellas encargadas igualmente a la sastrería Casa Paquita, la cual confeccionaba los vestidos, y construidas en los talleres del escultor Lambert Escaler a partir de modelos creados por este polifacético escultor. 
En 1949, el gobernador civil Josep Carrera Cejudo regala a la ciudad un nuevo gigante que recuerda al rey Jaime I “El Conquistador”. En el año siguiente (1950), la Paeria le da pareja con la adquisición de la Reina doña Leonor. En 1951, el gobernador civil Josep Carrera Cejudo obsequia nuevamente a la ciudad con el Gigante Moro y con la gigantilla doña Violante. En 1952 llega a la ciudad la Reina Mora doña Zobeida, regalo del nuevo gobernador civil Josep Pagès i Costart. Finalmente, en octubre de 1958 entra en la ciudad el gigantillo Infante Berenguer, pareja de doña Violante. La última incorporación tuvo lugar en 1995 con los Gigantes Faraones, realizados en el taller El Ingenio por Agustí Serrano, a partir de moldes originales de Lluís Sabadell, antiguo colaborador de Escaler, y que recuerdan una época de comienzos del siglo XX en que los gigantes del escultor Corcelles, influenciados por acontecimientos como el estreno de la ópera Aída o la inauguración del canal de Suez, fueron vestidos de egipcios.

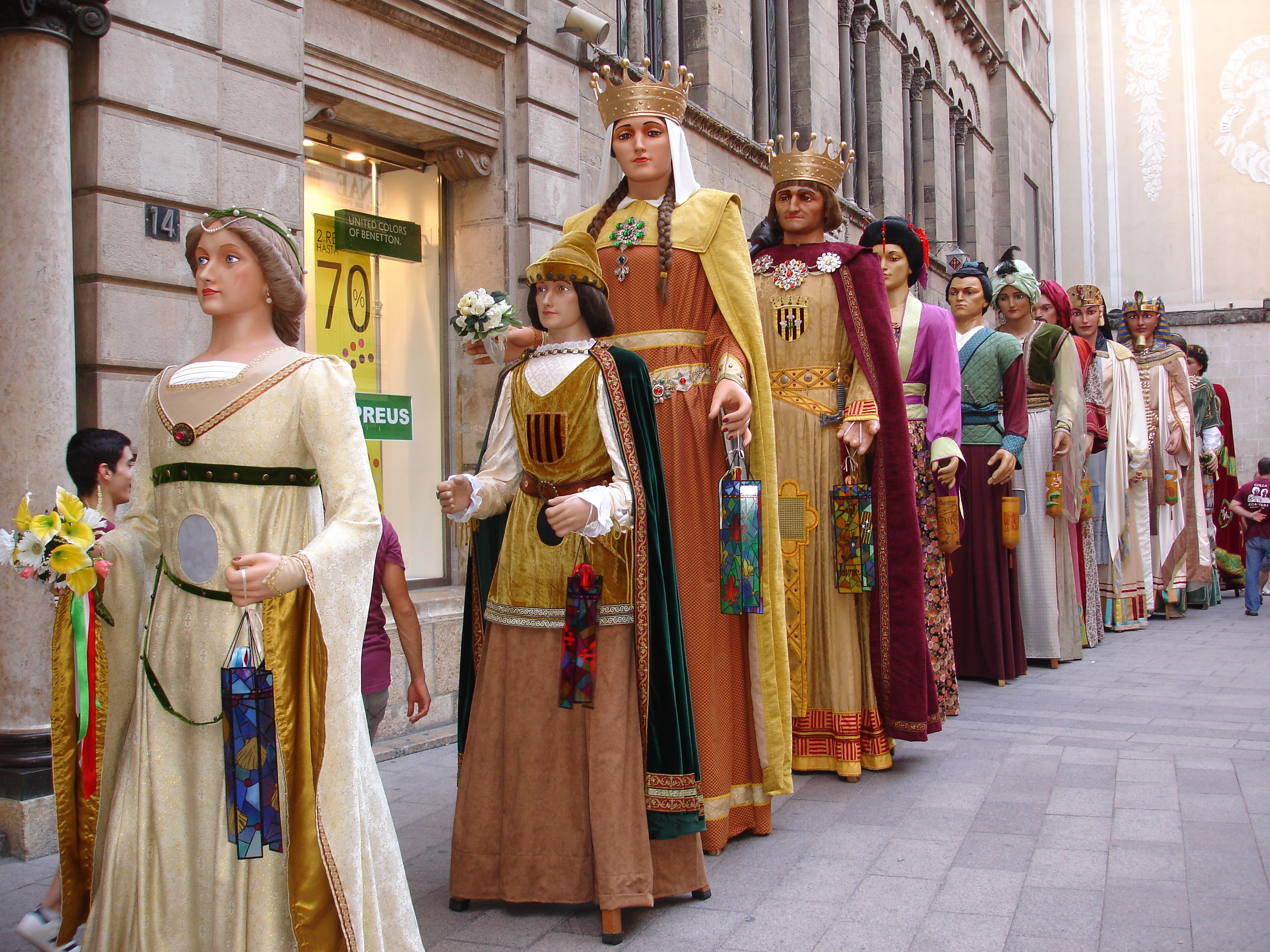
Los Gigantes de Lérida en la Romería de los Farolillos de Santiago, plaza Paeria

## Salidas de los Gigantes de la Paeria y el Marraco de Lérida
Distinguimos dos tipos de salidas; por un lado las de carácter protocolario, que vienen fijadas dentro del calendario festivo de la ciudad, y por otro lado, las participaciones en encuentros de gigantes.
El orden de desfile de los Gigantes es: Gigantillos, Reyes, Chinos, Moros, Faraones, Romanos y Marraco.
En las salidas fijadas dentro del calendario festivo encontramos:

### Fiesta Mayor de Mayo, en honor a San Anastasio
- Salida del Pregón y séquito
- Ida a Oficio y Procesión, 11 de mayo (sin el Marraco)
- Ofrenda de flores, 11 de mayo (sin el Marraco)
- Batalla de flores, 11 de mayo
- Encuentro de Gigantes
- Clausura de la Fiesta Mayor: Retreta Final

### Romería de los Farolillos de Santiago, 24 de julio
Desfilan los Gigantes de la Paería sin el Marraco, seguidos por el paso procesional representando al Apóstol, las principales autoridades y los niños y niñas de la ciudad portando farolillos.

### Fiestas de otoño
- Séquito Popular, 29 de septiembre, San Miguel

Los Gigantes bailan el Baile propio de los Gigantes de Lérida. Por ese motivo deben ir
acompañados por una formación de música tradicional, que actualmente es un grupo de dulzaineros. Este acompañamiento de dulzainas es relativamente moderno, siendo el más conocido y recordado el de clarinete y tambor, habitual durante el siglo XX. En ocasiones excepcionales, si hay consentimiento por parte de la Concejalía de Cultura del Ayuntamiento de Lérida, y queda justificado por el tipo de fiesta que se celebra, los Gigantes pueden ir acompañados por otros grupos musicales, por ejemplo orquestas.
El gremio de peluqueros de la ciudad de Lérida se encarga de peinar los gigantes,  colaborando desinteresadamente con la cultura popular de la ciudad.